# 锡柳斯
锡柳斯（義大利語：Silius），是意大利撒丁大区南撒丁省的一个市镇。总面积38.34平方公里，人口1290人，人口密度33.6人/平方公里（2009年）。ISTAT代码为092079。